# Marijuana Party of Canada
Die Marihuana Partei (englisch Marijuana Party, französisch Parti Marijuanae) ist eine  politische Partei in Kanada, die sich für die Legalisierung von Cannabisprodukten einsetzt.  
Abgesehen von diesem einen Thema, hat die Partei keine anderen offiziellen politischen Ziele, was bedeutet, dass die Parteikandidaten in der Lage sind, ihre persönlichen Ansichten über alle anderen politischen Themen frei zu äußern.
Die Kandidaten der Partei werden auf Wahlzettel unter der Bezeichnung Radial Marihuana geführt und ihr Status ist mit dem von unabhängigen Kandidaten vergleichbar. Die Marihuana-Partei versteht sich als eine "dezentrale" Partei, ohne Satzung oder Verfassung.

## Geschichte
Die Partei wurde im Februar 2000 von Marc-Boris St-Maurice gegründet und gewann 66.419 Stimmen (0,52 % der Stimmen) bei der Wahl im November 2000.
Im Januar und Mai 2004 kam es zu Änderungen an Kanadas Wahlgesetzen, was die Fähigkeiten der Marihuana-Partei Spenden zu generieren deutlich reduziert hat: Das Ergebnis dieser Änderungen war eine sehr deutlicher, 95%iger Rückgang der Finanzierung der Partei. Ab 2004 beteiligt waren mit mehr als zwei Prozent der nationalen Abstimmung berechtigt, $ 2 pro Jahr und pro Einzelabstimmung sowie die Mehrheit ihrer Wahlkampfkosten erstattet bekommen. 
Bei der Wahl im Juni 2004 nominierte die Partei 71 Kandidaten, aber gewann nur 33.590 Stimmen (0,25 % der Stimmen).
Am 28. Februar 2005 gab der Gründer St-Maurice seine Absicht bekannt, der Liberalen Partei Kanadas beizutreten, um innerhalb der Regierungspartei für die Liberalisierung der Marihuana-Gesetze kämpfen zu können. 
Im Jahr 2005 wurde daher Blair T. Longley zum neuen Parteichef gewählt.

## Parteivorsitzende
- Marc-Boris St-Maurice (2000–2005)
- Blair Longley (seit 2005)